# إرنست ويليامسون
إرنست ويليامسون (بالإنجليزية: Ernest Williamson)‏ (24 مايو 1890 في المملكة المتحدة - 30 أبريل 1964) هو لاعب كريكت ولاعب كرة قدم بريطاني (وحمل سابقاً جنسية المملكة المتحدة لبريطانيا العظمى وأيرلندا) في مركز حراسة المرمى. شارك مع منتخب إنجلترا لكرة القدم. أما مع النوادي، فقد لعب مع نادي أرسنال ونورويتش سيتي وCroydon Common F.C. ‏.

## وصلات خارجية
- إرنست ويليامسون على موقع قاعدة بيانات كرة القدم.إي يو (الإنجليزية)
- إرنست ويليامسون على موقع ناشيونال فوتبول تيمز (الإنجليزية)